# Dmitrij Ustinow
Dmitrij Fiodorowicz Ustinow (ros. Дмитрий Фёдорович Устинов, ur. 17 października?/30 października 1908 w Samarze, zm. 20 grudnia 1984 w Moskwie) – radziecki inżynier, wojskowy, wysoki działacz partyjny i państwowy.
Członek Komitetu Centralnego KPZR (1952), sekretarz KC KPZR (1965–1976), członek Biura Politycznego KC KPZR, wicepremier ZSRR (1957–1965), minister obrony ZSRR (1976–1984), marszałek Związku Radzieckiego (mianowany w 1976), deputowany do Rady Najwyższej ZSRR 2., 4., 5., 6., 7., 8., 9. i 10. kadencji, Bohater Związku Radzieckiego (1978) i dwukrotny Bohater Pracy Socjalistycznej (1942, 1961), Bohater Czechosłowackiej Republiki Socjalistycznej (1982) i Bohater Mongolskiej Republiki Ludowej (1981).

## Życiorys
W latach 1922–1923 służył jako ochotnik w Armii Czerwonej w Samarkandzie. Po demobilizacji w 1923 pracował początkowo jako ślusarz, potem jako dyrektor w fabryce w miejscowości Iwanowo. W 1934 ukończył Wojskowy Instytut Mechaniczny w Leningradzie i pracował jako inżynier, szef biura pracy i eksperymentów w dziedzinie transportu morskiego artylerii. Od 1937 zastępca głównego konstruktora, a następnie dyrektor Zakładów „Bolszewik” w Leningradzie.
W 1941 mianowany przez Józefa Stalina ludowym komisarzem uzbrojenia (później minister przemysłu obronnego). Po wojnie wykorzystał specjalistów niemieckich na potrzeby radzieckiego programu rakietowego i badań kosmicznych. Twórca radzieckiego przemysłu rakietowego. Pełnił funkcję wicepremiera ZSRR od 1957–1965. Był członkiem-kandydatem Politbiura KC KPZR od 1965, w tym też roku został sekretarzem KC odpowiedzialnym za produkcję zbrojeniową. Od 1976 minister obrony i członek Biura Politycznego; w tym roku otrzymał też stopień wojskowy Marszałka Związku Radzieckiego. Deputowany do Rady Najwyższej ZSRR 2. i od 4. do 10. kadencji.
Przyjaciel Leonida Breżniewa i jeden z najbardziej wpływowych ludzi na szczycie władz ZSRR – przywódca kompleksu obronno-przemysłowego. Lobbował za zwiększaniem wydatków na zbrojenia. W 1979 wpłynął na interwencję wojsk radzieckich w Afganistanie. W czasie kryzysu polskiego 1980 zwolennik interwencji zbrojnej w Polsce.
W pogrzebie marsz. Dmitrija Ustinowa uczestniczyła delegacja PRL w składzie: zastępca członka Biura Politycznego KC PZPR, minister obrony narodowej PRL gen. armii Florian Siwicki – przewodniczący delegacji, ambasador PRL w ZSRR Stanisław Kociołek, wiceminister obrony narodowej, szef Głównego Zarządu Politycznego WP gen. broni dr Józef Baryła, wiceminister obrony narodowej, szef Sztabu Generalnego WP gen. broni Józef Użycki, attaché wojskowy, morski i lotniczy przy Ambasadzie PRL w ZSRR gen. dyw. Henryk Koczara, a także zastępca szefa Sztabu Zjednoczonych Sił Zbrojnych Państw Stron Układu Warszawskiego gen. dyw. Stanisław Antos.

## Awanse
- generał porucznik wojsk inżynieryjno-artyleryjskich – 24 stycznia 1944;
- generał pułkownik wojsk inżynieryjno-artyleryjskich – 18 listopada 1944;
- generał armii – 29 kwietnia 1976;
- marszałek Związku Radzieckiego – 30 lipca 1976.

## Odznaczenia
- Medal „Złota Gwiazda” Bohatera Związku Radzieckiego (1978)
- Medal „Sierp i Młot” Bohatera Pracy Socjalistycznej – dwukrotnie (1942, 1961)
- Order Lenina – jedenastokrotnie (1939, 1942, 1944, 1951, 1956, 1957, 1958, 1968, 1971, 1978, 1983)
- Order Suworowa I klasy (1945)
- Order Kutuzowa I klasy (1944)
- Medal 100-lecia urodzin Lenina
- Medal „Za wyróżnienie w ochronie granic państwowych ZSRR”
- Medal „Za obronę Moskwy”
- Medal „Za zwycięstwo nad Japonią”
- Medal „Za zwycięstwo nad Niemcami w Wielkiej Wojnie Ojczyźnianej 1941–1945”
- Medal jubileuszowy „Dwudziestolecia zwycięstwa w Wielkiej Wojnie Ojczyźnianej 1941–1945”
- Medal jubileuszowy „Trzydziestolecia zwycięstwa w Wielkiej Wojnie Ojczyźnianej 1941–1945”
- Medal „Za ofiarną pracę w Wielkiej Wojnie Ojczyźnianej 1941–1945”
- Medal „Za umacnianie braterstwa broni”
- Medal „Za rozwój dziewiczych ziem”
- Medal jubileuszowy „30 lat Armii Radzieckiej i Floty”
- Medal jubileuszowy „40 lat Sił Zbrojnych ZSRR”
- Medal jubileuszowy „50 lat Sił Zbrojnych ZSRR”
- Medal jubileuszowy „60 lat Sił Zbrojnych ZSRR”
- Medal jubileuszowy „50 lat radzieckiej milicji”
- Medal „W upamiętnieniu 800-lecia Moskwy”
- Medal „W upamiętnieniu 250-lecia Leningradu”
- Order Georgi Dimitrowa – dwukrotnie (1976,1983, Bułgaria)
- Złota Gwiazda Bohatera Czechosłowackiej Republiki Socjalistycznej (1982, CSSR)
- Order Białego Lwa I stopnia (1977, CSSR)
- Order Klementa Gottwalda (1978, 1983, CSSR)
- Bohater Mongolskiej Republiki Ludowej (1981, Mongolia)
- Order Suche Batora – trzykrotnie (1975, 1978, 1981, Mongolia)
- Order Czerwonego Sztandaru (1983, Mongolia)
- Order Karla Marksa – dwukrotnie (1978, 1983, NRD)
- Order Scharnhorsta (1977, NRD)
- Order Krzyża Grunwaldu I klasy (1976, Polska)
- Order Flagi Węgierskiej Republiki Ludowej z rubinami II klasy – dwukrotnie (1978, 1983, Węgry)
- Order Hồ Chí Minha (1983, Wietnam)
- Krzyż Wielki Orderu Białej Róży (1978, Finlandia)
- I inne